# 邓全忠
邓全忠（1962年3月—），男，四川绵阳人，中华人民共和国政治人物。西南交通大学公共工程组织与管理专业毕业，硕士研究生学历。

## 生平
1982年12月加入中国共产党。1983年7月参加工作。曾任成都市金堂县委副书记、县政府副县长，县政府县长，成都市计划委员会党组书记，成都市发展计划委员会副主任、主任，成都市政府市长助理，副市长，成都市委常委、秘书长、办公厅主任。2011年11月，任资阳市委副书记；次年1月任资阳市政府市长、党组书记。
2013年，当选第十二届全国人民代表大会四川地区代表。
2014年9月24日，中央纪检监察网发布消息，在中央第九巡视组的指导下，经四川省委批准，四川省纪委对资阳市委副书记、市长邓全忠涉嫌严重违纪违法问题进行立案调查。因涉嫌严重违纪，2014年9月26日，四川省第十二届人大常委会第十二次会议决定接受其辞去第十二届全国人民代表大会代表职务。2016年12月30日，四川省攀枝花市中级人民法院一审判决邓全忠犯受贿罪，判处无期徒刑，剥夺政治权利终身，并处没收个人全部财产。法院认定，2005年至2014年期间，邓全忠利用担任成都市副市长、中共成都市委秘书长、中共资阳市委副书记、资阳市市长的职务便利，为他人在土地整理、房地产开发、工程建设、项目引进、拆迁安置等方面谋取利益，收受他人所送财物折合人民币7124万余元。邓全忠在中共十八大后仍不收手，先后9次收受他人所送财物共计584万余元。